# Cordon (Philippines)
Pour les articles homonymes, voir Cordon
Cordon est une municipalité de la province d’Isabela, aux Philippines.